# Liga Mistrzów UEFA (2006/2007)
Liga Mistrzów UEFA 2006/2007 – 15. sezon Ligi Mistrzów UEFA, najbardziej prestiżowego turnieju w europejskiej klubowej piłce nożnej, rozgrywanego od 1992 roku (52. turniej ogólnie, wliczając Puchar Europy Mistrzów Klubowych).
Finał rozegrany został 23 maja 2007 na Stadionie Olimpijskim w Atenach, a zwycięstwo odniósł zespół A.C. Milan.
Rozgrywki składają się z 3 części:
- fazy kwalifikacyjnej,
- fazy grupowej,
- fazy pucharowej.

## I runda kwalifikacyjna
| Drużyna 1                            | Wynik dwumeczu | Drużyna 2           | Pierwszy mecz | Drugi mecz |
| ------------------------------------ | -------------- | ------------------- | ------------- | ---------- |
| Piunik Erywań                        | 0:2            | Sheriff Tyraspol    | 0:0           | 0:2        |
| Sioni Bolnisi                        | 2:1            | FK Bakı             | 2:0           | 0:1        |
| F91 Dudelange                        | 0:1            | Rabotniczki Skopje  | 0:1           | 0:0        |
| KS Elbasani                          | 1:3            | Ekranas Poniewież   | 1:0           | 0:3        |
| Linfield F.C.                        | 3:5            | ND Gorica           | 1:3           | 2:2        |
| Tallinna FC TVMK                     | 3:4            | FH                  | 2:3           | 1:1        |
| Metalurgs Lipawa                     | 2:1            | Aktöbe FK           | 1:0           | 1:1        |
| Myllykosken Pallo-47                 | 2:0            | The New Saints F.C. | 1:0           | 1:0        |
| Cork City                            | 2:1            | Apollon Limassol    | 1:0           | 1:1        |
| Szachcior Soligorsk                  | 0:2            | NK Široki Brijeg    | 0:1           | 0:1        |
| Birkirkara FC                        | 2:5            | B36 Tórshavn        | 0:3           | 2:2        |
| Po lewej gospodarz pierwszego meczu. |                |                     |               |            |

## II runda kwalifikacyjna
Pierwsze mecze
25 lipca 2006
| Ekranas Poniewież | 1-4 | Dinamo Zagrzeb |

26 lipca 2006
| Sheriff Tyraspol    | 1-1 | Spartak Moskwa       |
| Lewski Sofia        | 2-0 | Sioni Bolnisi        |
| Debreceni VSC       | 1-1 | Rabotnicki Skopje    |
| NK Gorica           | 0-2 | Steaua Bukareszt     |
| Hafnarfjarðar       | 0-1 | KP Legia Warszawa    |
| Fenerbahçe SK       | 4-0 | B36 Torshavn         |
| Cork City           | 0-1 | FK Crvena zvezda     |
| Liepājas Metalurgs  | 1-4 | Dynamo Kijów         |
| Heart of Midlothian | 3-0 | Široki Brijeg        |
| FC København        | 2-0 | MyPa 47 Anjalankoski |
| FK Mladá Boleslav   | 3-1 | Vålerenga Fotball    |
| FC Zürich           | 2-1 | SV Salzburg          |
| Djurgårdens IF      | 1-0 | MFK Ružomberok       |

Rewanże
1 sierpnia 2006
| B36 Torshavn | 0-5 | Fenerbahçe SK |

2 sierpnia 2006
| Dinamo Zagrzeb       | 5-2 | Ekranas Poniewież   |
| Spartak Moskwa       | 0-0 | Sheriff Tyraspol    |
| Sioni Bolnisi        | 0-2 | Lewski Sofia        |
| Rabotnicki Skopje    | 4-1 | Debreceni VSC       |
| Steaua Bukareszt     | 3-0 | NK Gorica           |
| KP Legia Warszawa    | 2-0 | Hafnarfjarðar       |
| FK Crvena zvezda     | 3-0 | Cork City           |
| Dynamo Kijów         | 4-0 | Liepājas Metalurgs  |
| Široki Brijeg        | 0-0 | Heart of Midlothian |
| MyPa 47 Anjalankoski | 2-2 | FC København        |
| Vålerenga Fotball    | 2-2 | FK Mladá Boleslav   |
| SV Salzburg          | 2-0 | FC Zürich           |
| MFK Ružomberok       | 3-1 | Djurgårdens IF      |

## III runda kwalifikacyjna
Losowanie par III rundy kwalifikacyjnej odbyło się 28 lipca 2006 w Nyonie.
Pierwsze mecze
8 sierpnia 2006
| Austria Wiedeń | 0 – 3 | SL Benfica   |
| Dinamo Zagrzeb | 0 – 3 | Arsenal F.C. |

9 sierpnia 2006
| Slovan Liberec      | 0 – 0 | Spartak Moskwa    |
| Liverpool F.C.      | 2 – 1 | Maccabi Hajfa     |
| Red Bull Salzburg   | 1 – 0 | Valencia CF       |
| Lewski Sofia        | 2 – 0 | Chievo Werona     |
| Heart of Midlothian | 1 – 2 | AEK Ateny         |
| CSKA Moskwa         | 1 – 1 | MFK Ružomberok    |
| A.C. Milan          | 1 – 0 | FK Crvena zvezda  |
| Galatasaray SK      | 5 – 2 | FK Mladá Boleslav |
| Standard Liège      | 2 – 2 | Steaua Bukareszt  |
| FC København        | 1 – 2 | AFC Ajax          |
| Hamburger SV        | 0 – 0 | CA Osasuna        |
| Dynamo Kijów        | 3 – 1 | Fenerbahçe SK     |
| Szachtar Donieck    | 1 – 0 | KP Legia Warszawa |
| Lille OSC           | 3 – 0 | Rabotnicki Skopje |

Rewanże
22 sierpnia 2006
| Maccabi Hajfa    | 1 – 1 | Liverpool F.C.    |
| SL Benfica       | 4 – 0 | Austria Wiedeń    |
| Valencia CF      | 3 – 0 | Red Bull Salzburg |
| FK Crvena zvezda | 1 – 2 | A.C. Milan        |
| CA Osasuna       | 1 – 1 | Hamburger SV      |

23 sierpnia 2006
| Spartak Moskwa    | 2 – 1 | Slovan Liberec      |
| KP Legia Warszawa | 2 – 3 | Szachtar Donieck    |
| Arsenal F.C.      | 2 – 1 | Dinamo Zagrzeb      |
| Chievo Werona     | 2 – 2 | Lewski Sofia        |
| AEK Ateny         | 3 – 0 | Heart of Midlothian |
| MFK Ružomberok    | 0 – 1 | CSKA Moskwa         |
| FK Mladá Boleslav | 1 – 1 | Galatasaray SK      |
| Steaua Bukareszt  | 2 – 1 | Standard Liège      |
| AFC Ajax          | 0 – 2 | FC København        |
| Fenerbahçe SK     | 2 – 2 | Dynamo Kijów        |
| Rabotnicki Skopje | 0 – 1 | Lille OSC           |

## Faza grupowa
W fazie grupowej zmierzą się ze sobą zwycięzcy spotkań III rundy kwalifikacyjnej oraz 16 zespołów, które zakwalifikowały się do fazy grupowej dzięki pozycjom zajętym w rozgrywkach ligowych. Losowanie grup odbyło się 24 sierpnia 2006 roku w Monako.
| Zespoły, które zapewniły sobie awans w rozgrywkach ligowych: | Zespoły, które przeszły fazę kwalifikacyjną: |
| - FC Barcelona (obrońca tytułu) - Real Madryt - Chelsea F.C. - Manchester United - Inter Mediolan - AS Roma - Olympique Lyon - Girondins Bordeaux - Bayern Monachium - Werder Brema - FC Porto - Sporting CP - PSV - Olympiakos SFP - RSC Anderlecht - Celtic F.C. | - Valencia CF - Liverpool F.C. - Arsenal F.C. - A.C. Milan - Lille OSC - Hamburger SV - SL Benfica - AEK Ateny - Spartak Moskwa - CSKA Moskwa - Dynamo Kijów - Lewski Sofia - Galatasaray SK - Steaua Bukareszt - FC København - Szachtar Donieck |

### Grupa A
Terminarz:
12 września 2006
- FC Barcelona – Lewski Sofia 5:0 (2:0)

Andrés Iniesta 7', Ludovic Giuly 39', Carles Puyol 49', Eto’o 58', Ronaldinho 90'
- Chelsea F.C. – Werder Brema 2:0 (1:0)

Essien 24', Ballack 68 – k.
27 września 2006
- Werder Brema – FC Barcelona 1:1 (0:0)

Puyol 59' – sam. – Leo Messi 89'
- Lewski Sofia – Chelsea F.C. 1:3 (0:1)

Ognianow 89' – Drogba 39', 52', 68'
18 października 2006
- Werder Brema – Lewski Sofia 2:0 (0:0)

Naldo 45', Diego 73'
- Chelsea F.C. – FC Barcelona 1:0 (0:0)

Drogba 46'
31 października 2006
- Lewski Sofia – Werder Brema 0:3 (0:3)

Michajłow 33', Baumann 35', Frings 37'
- FC Barcelona – Chelsea F.C. 2:2 (1:0)

Deco 3', Guðjohnsen 58' – Lampard 52', Drogba 90'
22 listopada 2006
- Werder Brema – Chelsea F.C. 1:0 (1:0)

Mertesacker 27'
- Lewski Sofia – FC Barcelona 0:2 (0:1)

Giuly 5', Iniesta 65',
5 grudnia 2006
- FC Barcelona – Werder Brema 2:0 (2:0)

Ronaldinho 13', Guðjohnsen 18'
- Chelsea F.C. – Lewski Sofia 2:0 (1:0)

Szewczenko 27', Philips 83'

### Grupa B
Terminarz:
12 września 2006
- Sporting CP – Inter Mediolan 1:0 (0:0)

Caneira 64'
- Bayern Monachium – Spartak Moskwa 4:0 (0:0)

C. Pizarro 48', Santa Cruz 52', Schweinsteiger 71', Salihamidzić 84'
27 września 2006
- Spartak Moskwa – Sporting CP 1:1 (1:0)

Bojarincew 5' – Nani 59'
- Inter Mediolan – Bayern Monachium 0:2 (0:0)

C. Pizarro 81', Podolski 90'
18 października 2006
- Inter Mediolan – Spartak Moskwa 2:1 (2:0)

Cruz 2', 9' – Pawluczenko 54'
- Sporting CP – Bayern Monachium 0:1 (0:1)

Schweinsteiger 19'
31 października 2006
- Spartak Moskwa – Inter Mediolan 0:1 (0:1)

Cruz 1'
- Bayern Monachium – Sporting CP 0:0

22 listopada 2006
- Inter Mediolan – Sporting CP 1:0 (1:0)

Crespo 36'
- Spartak Moskwa – Bayern Monachium 2:2 (1:2)

Kaliniczenko 16', Kováč 72' – Pizarro 22', 39',
5 grudnia 2006
- Sporting CP – Spartak Moskwa 1:3 (1:2)

Bueno 31' – Pawluczenko 7', Kaliniczenko 16', Bojarincew 89'
- Bayern Monachium – Inter Mediolan 1:1 (0:0)

Makaay 62' – Vieira 90'

### Grupa C
Terminarz:
12 września 2006
- Galatasaray SK – Girondins Bordeaux 0:0
- PSV – Liverpool F.C. 0:0

27 września 2006
- Liverpool F.C. – Galatasaray SK 3:2 (2:0)

Crouch 9' 52' Luis García 14' – Umit 59' 65'
- Girondins Bordeaux – PSV 0:1 (0:0)

Väyrynen 65'
18 października 2006
- Girondins Bordeaux – Liverpool F.C. 0:1 (0:0)

Crouch 58'
- Galatasaray SK – PSV 1:2 (1:0)

Ilić 19' – Kromkamp 59', A. Kone 72'
31 października 2006
- Liverpool F.C. – Girondins Bordeaux 3:0 (1:0)

Luis García 23', 76', Steven Gerrard 72'
- PSV – Galatasaray SK 2:0 (0:0)

Timmy Simons 59', Arouna Koné 84'
22 listopada 2006
- Girondins Bordeaux – Galatasaray SK 3:1 (1:0)

Alonso 22', Laslandes 47', Faubert 50', Inamoto 73',
- Liverpool F.C. – PSV 2:0 (0:0)

Gerrard 65', Crouch 89',
5 grudnia 2006
- Galatasaray SK – Liverpool F.C. 3:2 (2:1)

Ateş 24', Buruk 28', Ilić 89' – Fowler 22', 90'
- PSV – Girondins Bordeaux 1:3 (0:3)

Alex 87' – Faubert 7', Dalmat 25', Darcheville 37'

### Grupa D
Terminarz:
12 września 2006
- Olympiakos SFP – Valencia CF 2:4 (1:2)

Konstandinu 28', Castillo 66' – Morientes 34', 39', 90', Albiol 85'
- AS Roma – Szachtar Donieck 4:0 (0:0)

Taddei 67', Totti 76', De Rossi 79', D. Pizarro 89'
27 września 2006
- Szachtar Donieck – Olympiakos SFP 2:2 (1:1)

Matuzalem 34', Marica 70' – Konstandinu 24', Castillo 68'
- Valencia CF – AS Roma 2:1 (2:1)

Angulo 13', Villa 29' – Totti 18'- k.
18 października 2006
- Valencia CF – Szachtar Donieck 2:0 (2:0)

Villa 21', 35'
- Olympiakos SFP – AS Roma 0:1 (0:0)

Perrotta 76'
31 października 2006
- Szachtar Donieck – Valencia CF 2:2 (2:1)

Jádson 2', Fernandinho 28', Morientes 18', Ayala 68',
- AS Roma – Olympiakos SFP 1:1 (0:1)

Totti 66', Cesar 18',
22 listopada 2006
- Valencia CF – Olympiakos SFP 2:0 (1:0)

Miguel Anel Angulo 45', Morientes 46',
- Szachtar Donieck – AS Roma 1:0 (0:0)

Marica 61',
5 grudnia 2006
- AS Roma – Valencia CF 1:0 (1:0)

Panucci 13'
- Olympiakos SFP – Szachtar Donieck 1:1 (0:1)

Castillo 54' – Matuzalem 27'

### Grupa E
Terminarz:
13 września 2006
- Olympique Lyon – Real Madryt 2:0 (2:0)

Fred 11', Tiago 31'
- Dynamo Kijów – Steaua Bukareszt 1:4 (1:3)

Rebrow 16' – Ghionea 3', Badea 24', Dică 43', 79'
26 września 2006
- Real Madryt – Dynamo Kijów 5:1 (3:0)

van Nistelrooy 20', 71' – k., Raúl 27', 61', Reyes 45' – Miłewski 47'
- Steaua Bukareszt – Olympique Lyon 0:3 (0:1)

Fred 43', Tiago 55', Benzema 89'
17 października 2006
- Steaua Bukareszt – Real Madryt 1:4 (0:2)

Badea 64' – Sergio Ramos 9', Raúl 34', Robinho 56', van Nistelrooy 76'
- Dynamo Kijów – Olympique Lyon 0:3 (0:2)

Juninho 31', Källström 38', Malouda 50'
1 listopada 2006
- Real Madryt – Steaua Bukareszt 1:0 (1:0)

Nicoliță 70' sam.
- Olympique Lyon – Dynamo Kijów 1:0 (0:0)

Benzema 14'
21 listopada 2006
- Real Madryt – Olympique Lyon 2:2 (1:2)

Diarra 39', van Nistelrooy 83' – Carew 11', Malouda 31'
- Steaua Bukareszt – Dynamo Kijów 1:1 (0:1)

Dică 69' – Cernat 29'
6 grudnia 2006
- Dynamo Kijów – Real Madryt 2:2 (2:0)

Szackich 13', 27' – Ronaldo 86', 88' karny
- Olympique Lyon – Steaua Bukareszt 1:1 (1:1)

Diarra 12' – Dică 2'

### Grupa F
Terminarz:
13 września 2006
- Manchester United – Celtic F.C. 3:2 (2:2)

Saha 30' – k., 40', Solskjær 47' – Vennegoor of Hesselink 21', Nakamura 43'
- FC København – SL Benfica 0:0

26 września 2006
- SL Benfica – Manchester United 0:1 (0:0)

Saha 60'
- Celtic F.C. – FC København 1:0 (1:0)

Miller 36' – k.
17 października 2006
- Celtic F.C. – SL Benfica 3:0 (0:0)

Miller 56', 66', Pearson 90'
- Manchester United – FC København 3:0 (1:0)

Scholes 39', O’Shea 46', Richardson 83'
1 listopada 2006
- SL Benfica – Celtic F.C. 3:0 (2:0)

Caldwell 10' sam., Gomes 22', Karjaka 76'
- FC København – Manchester United 1:0 (0:0)

Marcus Allbäck 73'
21 listopada 2006
- Celtic F.C. – Manchester United 1:0 (1:0)

Nakamura 81'
- SL Benfica – FC København 3:1 (3:0)

Leo 14', Miccoli 16', 37' – Allbäck 89'
6 grudnia 2006
- Manchester United – SL Benfica 3:1 (1:1)

Vidić 45', Giggs 60', Saha 75' – Nélson 27'
- FC København – Celtic F.C. 3:1 (2:0)

Hutchinson 2', Grønkjær 27', Allbäck 57' – Jarošík 75'

### Grupa G
Terminarz:
13 września 2006
- Hamburger SV – Arsenal F.C. 1:2 (0:1)

Sanogo 90' – G. Silva 12' – k., Rosický 53'
- FC Porto – CSKA Moskwa 0:0

26 września 2006
- Arsenal F.C. – FC Porto 2:0 (1:0)

Henry 38', Aliaksandr Hleb 48'
- CSKA Moskwa – Hamburger SV 1:0 (0:0)

Dudu 59'
17 października 2006
- CSKA Moskwa – Arsenal F.C. 1:0 (1:0)

Daniel Carvalho 24'
- FC Porto – Hamburger SV 4:1 (2:0)

L. López 14', 81', González 45' – k., Postiga 69' – Trochowski 89'
1 listopada 2006
- Arsenal F.C. – CSKA Moskwa 0:0
- Hamburger SV – FC Porto 1:3 (0:1)

van der Vaart 62' – González 44', López 61', Moraes 87'
21 listopada 2006
- Arsenal F.C. – Hamburger SV 3:1 (0:1)

van Persie 52', Eboué 83', Baptista 88' – van der Vaart 4'
- CSKA Moskwa – FC Porto 0:2 (0:1)

Quaresma 2', González 61'
6 grudnia 2006
- FC Porto – Arsenal F.C. 0:0
- Hamburger SV – CSKA Moskwa 3:2 (1:1)

Berisha 28', van der Vaart 84', Sanogo 90' – Olić 23', k., Żyrkow 65'

### Grupa H
Terminarz:
13 września 2006
- RSC Anderlecht – Lille OSC 1:1 (1:0)

Pareja 41' – Fauvergue 80'
- A.C. Milan – AEK Ateny 3:0 (2:0)

Inzaghi 17', Gourcuff 41', Kaká 76' – k.
26 września 2006
- AEK Ateny – RSC Anderlecht 1:1 (1:1)

César 28' – Frutos 25'
- Lille OSC – A.C. Milan 0:0

17 października 2006
- RSC Anderlecht – A.C. Milan 0:1 (0:0)

Kaká 58'
- Lille OSC – AEK Ateny 3:1 (0:0)

Robail 64', Gygax 82', Makoun 90' – Ivić 68'
1 listopada 2006
- A.C. Milan – RSC Anderlecht 4:1 (2:0)

Kaká 7' k., 22', 56', Gilardino 88' – Juhász 61'
- AEK Ateny – Lille OSC 1:0 (0:0)

Liberopoulos 74'
21 listopada 2006
- AEK Ateny – A.C. Milan 1:0 (1:0)

César 32'
- Lille OSC – RSC Anderlecht 2:2 (1:1)

Odemwingie 28', Fauvergue 47' – Mpenza 38', 49'
6 grudnia 2006
- A.C. Milan – Lille OSC 0:2 (0:1)

Odemwingie 7', Keïta 67'
- RSC Anderlecht – AEK Ateny 2:2 (1:0)

Vanden Borre 38', Frutos 64' – Lakis 75', Cirillo 81'

## 1/8 finału
20 lutego 2007
- Celtic Glasgow  – A.C. Milan  0:0
- PSV  – Arsenal F.C.  1:0 (0:0)

Mendez 61'
- Lille OSC  – Manchester United  0:1 (0:0)

Giggs 83'
- Real Madryt  – Bayern Monachium  3:2 (3:1)

Raúl 10', 28', Van Nistelrooy 34' – Lúcio 24', Mark van Bommel 88'
21 lutego 2007
- Inter Mediolan  – Valencia CF  2;2 (1:0)

Cambiasso 29', Maicon 76' – Villa 64', Silva 87'
- FC Porto  – Chelsea F.C.  1:1 (1:1)

Raul Meireles 12' – Szewczenko 16'
- AS Roma  – Olympique Lyon  0:0
- FC Barcelona  – Liverpool F.C.  1:2 (1:1)

Deco 14' – Bellamy 43', Riise 74'
6 marca 2007
- Valencia CF  – Inter Mediolan  0:0

Awans: Valencia CF
- Chelsea F.C.  – FC Porto  2:1 (0:1)

Robben 47', Michael Ballack 79' – Quaresma 15'

Awans: Chelsea F.C.
- Olympique Lyon  – AS Roma  0:2 (0:2)

Totti 22', Mancini 44'

Awans: AS Roma
- Liverpool F.C.  – FC Barcelona  0:1 (0:0)

Guðjohnsen 75'

Awans: Liverpool F.C.
7 marca 2007
- Bayern Monachium  – Real Madryt  2:1 (1:0)

Makaay 1', Lúcio 66' – van Nistelrooy – 83' (karny)

Awans: Bayern Monachium
- Manchester United  – Lille OSC  1:0 (0:0)

Larsson 72'

Awans: Manchester United
- Arsenal F.C.  – PSV  1:1 (0:0)

Alex 58' (samobójczy) – Alex 83'

Awans: PSV
- A.C. Milan  – Celtic Glasgow  1:0, po dogrywce (1:0, 0:0, 0:0)

Kaká 93' (dogr.)

Awans: AC Milan

## 1/4 finału
3 kwietnia 2007
- A.C. Milan  – Bayern Monachium  2:2 (1:0)

Pirlo 40', Kaká 84' (kar.) – van Buyten 78', 90'
- PSV  – Liverpool F.C.  0:3 (0:1)

Gerrard 27', Riise 49', Crouch 63'
4 kwietnia 2007
- AS Roma  – Manchester United

2:1 (1:0)
Taddei 44', Vučinić 66' – Rooney 60'
- Chelsea F.C.  – Valencia CF

1:1 (0:1)
Drogba 53' – Silva 30'
10 kwietnia 2007
- Manchester United  – AS Roma  7:1 (4:0)

Carrick 11', 60', Smith 17', Rooney 19', C. Ronaldo 44', 49', Evra 81' – Rossi 69'
Awans: Manchester United
- Valencia CF  – Chelsea F.C.  1:2 (1:0)

Morientes 32' – Szewczenko 52', Essien 90'
Awans: Chelsea F.C.
11 kwietnia 2007
- Bayern Monachium  – A.C. Milan  0:2 (0:2)

Seedorf 27', Inzaghi 31'
Awans: AC Milan
- Liverpool F.C.  – PSV  1:0 (0:0)

Crouch 67'
Awans: Liverpool F.C.

## 1/2 finału
24 kwietnia 2007
- Manchester United  – A.C. Milan  3:2 (1:2)

C. Ronaldo 5', Rooney 59', 90' – Kaká 22', 37'
25 kwietnia 2007
- Chelsea F.C.  – Liverpool F.C.  1:0 (1:0)

J. Cole 29'
1 maja 2007
- Liverpool F.C.  – Chelsea F.C.  1:0 (1:0, 1:0, 1:0)

Agger 22'
Rzuty karne:
- 1:0 Zenden
- 1:0 Robben (obroniony)
- 2:0 Xabi Alonso
- 2:1 Lampard
- 3:1 Gerrard
- 3:1 Geremi (obroniony)
- 4:1 Kuyt

Awans: Liverpool F.C.
2 maja 2007
- A.C. Milan  – Manchester United  3:0 (2:0)

Kaká 11', C. Seedorf 30', A. Gilardino 78'
Awans: AC Milan

## Finał
| Uczestnicy      | A.C. Milan – Liverpool F.C |
| Wynik           | 2:1 (1:0) |
| Data            | 23 maja 2007 |
| Stadion         | Stadion Olimpijski, Ateny 71.030 widzów |
| Sędzia główny   | Herbert Fandel |
| Bramki          | 1:0 (45.) Filippo Inzaghi, 2:0 (82.) Filippo Inzaghi, 2:1 (89.) Dirk Kuijt |
| Żółte kartki    | Milan: Gennaro Gattuso (40.), Marek Jankulovski (54.); Liverpool: Javier Mascherano (59.), Jamie Carragher (60.), |
| Czerwone kartki | |
| A.C. Milan      | Dida – Massimo Oddo, Alessandro Nesta, Paolo Maldini, Marek Jankulovski (79. Kacha Kaladze) – Gennaro Gattuso, Massimo Ambrosini, Andrea Pirlo, Clarence Seedorf (90. Giuseppe Favalli) – Kaká – Filippo Inzaghi (88. Alberto Gilardino) Trener: Carlo Ancelotti |
| Liverpool F.C.  | Pepe Reina – Steve Finnan (88. Alvaro Arbeloa), Jamie Carragher, Daniel Agger, John Arne Riise – Javier Mascherano (78. Peter Crouch), Xabi Alonso – Jermaine Pennant, Boudewijn Zenden (59. Harry Kewell) – Steven Gerrard – Dirk Kuijt Trener: Rafael Benítez  |

## Najlepsi zawodnicy
| Tytuł               | Zwycięzca                     | Inni nominowani |
| ------------------- | ----------------------------- | --- |
| Najlepszy zawodnik  | Kaká (A.C. Milan)             | Petr Čech (Chelsea F.C.) Paolo Maldini (A.C. Milan) Clarence Seedorf (A.C. Milan)                                                                               |
| Najlepszy bramkarz  | Petr Čech (Chelsea F.C.)      | Dida (A.C. Milan) José Reina (Liverpool F.C.) |
| Najlepszy obrońca   | Paolo Maldini (A.C. Milan)    | Jamie Carragher (Liverpool F.C.) Ricardo Carvalho (Chelsea F.C.) John Terry (Chelsea F.C.) Alessandro Nesta (A.C. Milan) Nemanja Vidić (Manchester United F.C.) |
| Najlepszy pomocnik  | Clarence Seedorf (A.C. Milan) | Gennaro Gattuso (A.C. Milan) Steven Gerrard (Liverpool F.C.) Frank Lampard (Chelsea F.C.) Andrea Pirlo (A.C. Milan) Paul Scholes (Manchester United F.C.)       |
| Najlepszy napastnik | Kaká (A.C. Milan)             | Cristiano Ronaldo (Manchester United) Didier Drogba (Chelsea F.C.) Wayne Rooney (Manchester United F.C.) Francesco Totti (AS Roma) David Villa (Valencia CF)    |